# 湛江市第一中学
湛江第一中学，简称湛江一中位于广东省湛江市赤坎区，是广东省重点中学，也是首批“省一级学校”。

## 历史
由培才中学（1937年）、市立一中（1952年）、河清中学（1952年）、赞化中学（1952年）合并而来。由培才中学（1937年）、市立一中（1952年）、河清中学（1952年）、赞化中学（1952年）合并而来。1937年7月，抗日战争爆发，广州、香港先后沦陷。这两地的一批爱国进步的民主人士及教育工作者西迁广州湾（即现在的湛江市）。1937年9月，由陈学谈、陈学森、许爱周、梁銶琚、霍子常、洪秀甫、叶寿南、梁伯纲、杨进、袁学伟、陈翰华、陈翰香、高在湘、吕成性和吴彬共15人组成董事会，建立了培才小学，陈学森任董事长。
1937年11月11日，培才小学正式成立，学校选址在赤坎高州会馆（现湛江市第四小学校址），庄润德首任校长。1938年庄润德辞职后，梁其浩担任校长。1939年9月，培才小学第一批学生毕业，同时增办培才初级中学。翌年2月，陈全道继任校长。1941年秋，陈学森之女陈玉燕从上海复旦大学毕业，接任培才中小学校长职务。1942年，为了学校发展，董事们在湛江寻找新址，培才小学从高州会馆搬迁至南方路现湛江市十五小的校址。同年，第一届初中学生毕业，增设了高中班。培才中学定址在赤坎鸡岭，自此正式成为独立的完全中学，取名为“广州湾私立培才中学”，并请时任民国国防最高委员会委员长的蒋中正先生题写校名“培才中学”。

## 基本情况
学校本部总面积118350平方米，现有湛江一中培才学校、湛江一中锦绣华景学校及湛江一中金沙湾学校三所分校。至2006年，共有117个教学班，学生约7000人，教职工450人，其中高级教师210人，国家级、省级骨干教师57人，有102人就读研究生课程班，平均每年获省级以上奖励的教师达60余人次。学校每年的高考录取率均在95%以上，重点率均在50%以上。

## 校训[3]
- 校训：爱国、进取、奉献
- 校风：志勤、实爱、严活
- 学风：静学善思、敏行日新
- 教风：博学精业、乐教育人
- 教学思想：德育为首、五育并举、全面发展、学有所长
- 办学理念：以德立校、育人为本、和谐发展、笃学求尖[4]

## 著名校友
- 苏锵 中国科学院院士
- 李绍珍 中国工程院院士
- 庞巨丰 核物理学家
- 白志健 中央驻澳门联络办公室主任
- 张云枫 香港文汇报报社社长
- 梁洁华 香港知名艺术家
- 徐益明 中国跳水队前总教练
- 劳丽诗 中国女子跳水运动员，2004年夏季奥林匹克运动会女子双人10米跳台跳水冠军、女子10米跳台跳水亚军

## 历任校长
- 1937—1938年 梁其浩
- 1939—1940年 陈全道
- 1941—1949年 陈玉燕（女）
- 1950—1951年 吴朝阳
- 1952—1953年 王寅
- 1954—1956年 王植生（女）
- 1957—1968年 许克
- 1970年 邱铭（女）
- 1971年 吴振文
- 1972—1973年 邓华寿
- 1974—1983年 许克
- 1984—2001年 杨燊
- 2002—2013年 杨耀明
- 2014年—至今 郑军

## 衡水模式
衡水模式始于2013年，高一级A部的级长赴衡水学习归来，推行衡水中学的跑操活动，要求学生下午放学后在操场集中慢跑，虽然锻炼身体，却大幅占用学生的课余时间。其后更是推广更多形式的衡水模式，例如高强度的学习时间安排，高频次的考试。高考成绩在衡水模式推行的同时一年不如一年，2017年后半年，衡水模式逐渐弱化。